# مطار كوالانامو الدولي
مطار كوالانامو الدولي (بالإندونيسية: Bandar Udara Internasional Kualanamu)‏(إياتا: KNO، إيكاو: WIMM) هو مطار دولي يخدم مدينة ميدان، ويقع بمديرية ديلي سيردانغ، حوالي 26 كيلومترا شرق مركز مدينة ميدان. كوالانامو هو ثاني أكبر مطار في إندونيسيا (بعد مطار سوكارنو هاتا الدولي بالعاصمة جاكرتا) ويحتل المركز الخامس من حيث أكثر المطارات ازدحاما في إندونيسيا (بعد مطار سوكارنو هاتا الدولي، مطار نغوراه راي الدولي، مطار جواندا الدولي، مطار حسن الدين الدولي). افتتح المطار للعموم في الخامس والعشرين يوليو 2013، حيث انتقلت إليه جميع الرحلات والخدمات التي كانت مسندة إلى قاعدة سوويندو الجوية.

## خطوط وشركات الطيران
| شركـات طيـران             | الوجهات |
| ------------------------- | --- |
| طيران آسيا                | مطار كوالالمبور الدولي، مطار بينانق الدولي |
| Batik Air                 | مطار حليم بيردانكوسوما الدولي، مطار سوكارنو هاتا الدولي، مطار الملك عبد العزيز الدولي، مطار كوالالمبور الدولي، مطار شانغي سنغافورة |
| باتيك إير ماليزيا         | مطار كوالالمبور الدولي |
| سيتي لينك                 | مطار السلطان اسكندر مودا الدولي، مطار هانغ نديم الدولي، Gunungsitoli، مطار حليم بيردانكوسوما الدولي، مطار سوكارنو هاتا الدولي، مطار كوالالمبور الدولي (تبدأ في 16 يونيو 2023)، Pekanbaru، مطار بينانق الدولي، Sibolga موسمي: مطار الملك عبد العزيز الدولي |
| Firefly                   | مطار بينانق الدولي |
| طيران ناس                 | عارض: مطار الملك عبد العزيز الدولي |
| غارودا إندونيسيا          | مطار سوكارنو هاتا الدولي موسمي: مطار الملك عبد العزيز الدولي، مطار الأمير محمد بن عبد العزيز الدولي |
| طيران آسيا (إندونيسيا)    | مطار السلطان اسكندر مودا الدولي، Bandung، مطار دون موينغ، مطار سوكارنو هاتا الدولي، مطار كوالالمبور الدولي، مطار بينانق الدولي |
| ليون إير                  | مطار السلطان اسكندر مودا الدولي، مطار هانغ نديم الدولي، مطار سوكارنو هاتا الدولي، مطار بينانق الدولي، مطار جواندا الدولي، Yogyakarta–International |
| الخطوط الجوية الماليزية   | مطار كوالالمبور الدولي |
| الخطوط الجوية القطرية     | مطار حمد الدولي (تبدأ في 15 يناير 2024) |
| الخطوط الجوية السنغافورية | مطار شانغي سنغافورة |
| Super Air Jet             | Bandung، مطار سوكارنو هاتا الدولي |
| Susi Air                  | Blangkejeren، Blangpidie، Silangit، Tapaktuan |
| Wings Air                 | مطار السلطان اسكندر مودا الدولي، مطار بينانغ كامباي، Gunungsitoli، Jambi، Lhokseumawe، Meulaboh، Padang، Padang Sidempuan ‏، Pekanbaru، Sibolga، Silangit، Simeulue، Takengon                                                                              |